# La Plage aux romantiques
La Plage aux romantiques est une chanson française créée en 1966 par Pascal Danel, qui en composa également la musique (les paroles étant de Jean-François Maurice).
La chanson connaît le succès en France durant l'été 1966, atteignant la 7e place des ventes, et a fait l'objet de nombreuses versions à travers le monde. 
La Plage aux romantiques ressort en 1979 dans sa version originale, et se classe à nouveau dans les hit-parades.
En 1981, lors de la campagne présidentielle, Pascal Danel soutient son ami personnel François Mitterrand, et chante, lors d'un meeting à Toulouse, Laissons la place aux socialistes en lieu et place du refrain habituel Laissons la plage aux romantiques.
Le spectacle Les Années Twist reprend la chanson initiale dans les années 1990, ainsi que de nombreux artistes depuis sa création. Les Enfoirés l'ont notamment inscrite deux fois à leur répertoire (Francis Cabrel et Gérard Darmon en duo, et Garou, Hélène Ségara et Maxime Le Forestier en trio).
Un duo Pascal Danel et Laurent Voulzy dans une nouvelle version de La Plage aux romantiques sort en novembre 2007 sur le nouvel album de Pascal Danel. 
En 2014, la chanson est reprise par le groupe nordiste Les Révolvers Mahoué, sur leur album Stupido.